# Sandro Hess
Sandro Hess (* 8. November 1975 in Wattwil) ist ein Schweizer Politiker (Die Mitte).
Sandro Hess wuchs in Marbach SG und Oberriet auf. Beruflich ist er seit 1999 als Lehrer und Schulleiter an der Oberstufe tätig. 
Er wurde 2016, 2020 und 2024 als Vertreter für den Wahlkreis Rheintal in den Kantonsrat St. Gallen gewählt. Dort ist er aktuell Mitglied der Die Mitte-EVP-Fraktion.
Hess wohnt in Rebstein.